# Екатерина Медичи (1593—1629)
Екатери́на Ме́дичи (итал. Caterina de’ Medici), или Екатери́на, дочь Фердина́ндо Ме́дичи (итал. Caterina di Ferdinando de’ Medici; 2 мая 1593, Флоренция, Великое герцогство Тосканское — 17 апреля 1629, Сиена, Великое герцогство Тосканское), — итальянская принцесса из дома Медичи, дочь Фердинандо I, великого герцога Тосканы; в замужестве — герцогиня Мантуи и Монферрато. Правительница Сиены в 1627—1629 годах.

## Биография

### Семья и ранние годы
Екатерина Медичи родилась во Флоренции 2 мая 1593 года. Она была третьим ребёнком и второй дочерью в семье Фердинандо I, великого герцога Тосканы, и Кристины Лотарингской, принцессы из Лотарингского дома. По отцовской линии приходилась внучкой Козимо I, великому герцогу Тосканы, и Элеоноре Альварес де Толедо, аристократке из дома Альварес де Толедо, состоявшей в родстве с королями Испании. По материнской линии была внучкой Карла III, герцога Лотарингии, и Клавдии Французской, принцессы из дома Валуа. Прабабкой Екатерины по материнской линии была французская королева Екатерина Медичи.
Принцесса получила хорошее образование, но не имела ни особенных талантов, ни выдающихся интеллектуальных способностей, ни волевых качеств характера. В ней рано проявилась склонность к монашескому образу жизни, однако из-за династических соображений она была выдана замуж. У Екатерины были доверительные отношения с матерью. Сохранилась их переписка, включающая шестьсот писем, в которых вдовствующая великая герцогиня поддерживала дочь после брака.

### Матримониальные планы
Располагая значительными средствами, великие герцоги Тосканские могли рассчитывать на достойные партии для принцесс из дома Медичи. Первым, кто попросил руки Екатерины был принц Виктор Амадей, будущий герцог Савойи. Однако двор во Флоренции заинтересовался проектом династического союза Екатерины с Генрихом Стюартом, принцем Уэльским. Переговоры с королём Яковом I о возможной свадьбе наследника престолов Англии и Шотландии и тосканской принцессы начал брат Екатерины, великий герцог Козимо II. С этой целью в 1612 году он направил ко двору в Лондоне своего тайного посланника. Яков I, король Англии и Шотландии счёл предложение великого герцога привлекательным. Монарха, нуждавшегося в деньгах, впечатлил размер приданого — шестьсот тысяч крон, которое двор во Флоренции давал за невестой. Со стороны великого герцога единственным условием было предоставление Екатерине, как и двору будущей королевы, свободы вероисповедания. Таким образом, Козимо II надеялся получить разрешение от римского папы Павла V на брак принцессы-католички с принцем-протестантом. Святым Престолом была создана комиссия из пяти кардиналов, которым были поручены организационные вопросы. Через некоторое время приданое невесты было увеличено до одного миллиона крон, и двор в Лондоне выразил согласие предоставить свободу вероисповедания Екатерине и членам её двора, но этого оказалось недостаточно для Святого Престола. Затянувшиеся переговоры осложнило вмешательство французской королевы Марии Медичи, которая также планировала выдать за принца Уэльского одну из своих дочерей. Вопрос снялся сам, когда в ноябре 1612 года принц Уэльский умер от брюшного тифа.

### Брак
В 1616 году великому герцогу Тосканскому поступило предложение выдать Екатерину за Фердинандо I, герцога Мантуи и Монферрато. До того, как стать герцогом, жених с 1607 года был кардиналом, но после смерти старшего брата, не оставившего потомства, 6 ноября 1616 года он отказался от сана. Козимо II было известно о тайном браке Фердинандо I с аристократкой Камиллой Фаа, и, несмотря на то, что этот брак был признан недействительным, великий герцог пожелал убедиться в достоверности этой информации. Он дал согласие на брак сестры и герцога только после того, как получил на него разрешение Святого Престола. Церемония бракосочетания состоялась 12 февраля 1607 года.
Екатерина, не желая мириться с присутствием Камиллы Фаа в жизни супруга, вначале добилась удаления дворянки в монастырь кармелитов в Мантуе, затем в монастырь клариссок в Ферраре, где в 1622 году та приняла монашеский постриг с именем Екатерины Камиллы. Бастард от признанного недействительным брака жил при герцогском дворе. Екатерина относилась к мальчику с любовью, но не позволила супругу узаконить его. У самой герцогини случилось два выкидыша. Их брак с герцогом оказался бездетным и несчастливым, хотя отношения между супругами носили спокойный характер.
Герцогиня свободно распоряжалась личными средствами, которые тратила на благотворительность. Она жертвовала деньги монастырям и организациям, которые оказывали помощь женщинам, попавшим в затруднительную ситуацию. Ей также нравилось обеспечивать приданым девушек из бедных семей.

### Вдовство
29 октября 1626 года умер Фердинандо I. Овдовев, Екатерина решила покинуть двор в Мантуе. Причин было несколько. Ей, склонной к уединённой и спокойной жизни, не нравилась придворная суета. Кроме того, первая жена покойного герцога, Камилла Фаа, всё ещё имела право пользоваться подписью и печатью дома Гонзага, чем раздражала его законную вдову. Поэтому вскоре после смерти мужа Екатерина переехала из герцогского дворца в монастырь Святой Урсулы. Она сделала это по совету своего духовника Фульгенцио Джемма.
Переезд Екатерины в монастырь не понравился её брату, великому герцогу, по настоянию которого она вернулась ко двору во Флоренции. Её возвращение на родину затянулось на некоторое время из-за решения вопроса, связанного с содержанием, положенным ей, как вдовствующей герцогине. В июне 1627 года Екатерина поселилась в палаццо Питти. Видя, как сестру тяготит придворная жизнь, великий герцог назначил её правительницей Сиены. В июле 1627 года она переехала в Сиену. Советником Екатерины был назначен Агостино Чиги. Единственной проблемой, поднимавшейся во время её правления в городе был вопрос о запрете огнестрельного оружия. Но и здесь окончательное решение было оставлено за великим герцогом. Сама Екатерина большую часть своего времени уделяла посещениям местных женских монастырей в обществе дам из благородных семейств. Она с большим вниманием следила за нравственностью и порядком как при своём дворе, так и в самой Сиене. Вдовствующая герцогиня не отказалась от мысли принять монашеский постриг. По заказу Екатерины архитектор Пьетро Петруччи должен был перестроить под монастырь частный дом в городе, но заказ этот остался невыполненным. В 1629 году, незадолго до смерти, она приложилась к реликвии — голове своей покровительницы — святой Екатерины.
Екатерина Медичи умерла от оспы в Сиене 12 апреля 1629 года. Торжественная панихида по вдовствующей герцогине прошла в соборе, где Герардо Сарацини прочитал над гробом покойной заупокойную молитву. Согласно её завещанию, она была похоронена в церкви Святого Лаврентия во Флоренции.

## В культуре
Сохранилось несколько прижизненных портретов Екатерины Медичи в разном возрасте кисти разных художников. Самым ранним изображением герцогини является портрет 1595 года кисти Тиберио Тити, который хранится в частном собрании. На нём она изображена в возрасте восемнадцати месяцев. Портрет приблизительно 1598 года кисти Кристофано Аллори, на котором Екатерина изображена с младшим братом Франческо, входит в собрание галереи Палатино во дворце Питти во Флоренции. Портрет 1618 года, приписываемый кисти Тиберио Тити, находится в собрании Исторического музея охоты и территории на вилле Медичи в Черрето-Гвиди. В собрании галереи Палатино также находится портрет герцогини кисти Юстуса Сустерманса, написанный в конце 1621 года, во время пребывания художника при дворе в Мантуе.